# Ильяна, Адольфо Тито
Адольфо Тито Ильяна (исп. Adolfo Tito Yllana; род. 6 февраля 1948, Нага, Филиппины) — филиппинский прелат и ватиканский дипломат. Титулярный архиепископ Монтекорвино с 13 декабря 2001. Апостольский нунций в Папуа — Новой Гвинее с 13 декабря 2001 по 31 марта 2006. Апостольский нунций на Соломоновых Островах с 5 февраля 2002 по 31 марта 2006. Апостольский нунций в Пакистане с 31 марта 2006 по 20 ноября 2010. Апостольский нунций в Демократической Республике Конго с 20 ноября 2010 по 17 февраля 2015. Апостольский нунций в Австралии с 17 февраля 2015 по 3 июня 2021. Апостольский нунций в Израиле и апостольский делегат в Иерусалиме и Палестине с 3 июня 2021. Апостольский нунций на Кипре с 3 июня 2021 по 17 февраля 2023.